# Вартислав VI
Вартислав VI (Одноглазый) (1346 — 13 июня 1394, Вольгаст) — герцог Вольгастский (1368—1376, 1393—1394), Рюгенский (1368—1394) и Бартский (1376—1394).

## Биография
Представитель династии Грифичей. Старший сын Барнима IV (1319/1320 — 1365), герцога Вольгастского и Рюгенского (1326—1365), и Софии фон Верле-Гюстров.
Во время конфликта Штеттина с Старгардом выступал против Святобора I (ум. 1413), герцога Щецинского, который помогал Старгарду. 12 мая 1376 года Вартислав подтвердил прежние привилегии Щецину (Штеттину), а через восемь лет, в 1384 году, даровал щецинским купцам право свободной торговли, наряду с возможностью прибывать в порт Вольгаста.
В 1368 году в конфликте с Бранденбургской маркой Вартислав VI потерпел поражение в битве под Рибниц-Дамгартен. С небольшим количеством воинов попал в плену к противнику, откуда был выкуплен за 9 тысяч гривен серебра своим двоюродным братом Богуславом V.
После раздела Вольгастского герцогства 25 мая 1368 года Вартислав VI получил во владение Рюген и Вольгаст, где его соправителем стал младший брат Богуслав VI. С 8 июня 1372 года — самостоятельный правитель на острове Рюген. В результате нового раздела герцогства (5 декабря 1376 года) Вартислав VI лишился Вольгаста, но получил новый удел (Барт, Лец, Трибзес, Штральзунд и Гриммен), сохранив за собой Рюген.
В 1393 году после смерти своего младшего брата Богуслава VI Вартислав VI присоединил к своим владениям Вольгаст.
В конце своей жизни Вартислав VI отправился вместе с герцогом Померании-Слупска Вартиславом VII в паломничество на Святую Землю, откуда вернулся домой в 1392 году. Проживал в Штральзунде и именовался «господином на Зунде». Лишился одного глаза и получил прозвище «Одноглазый».
13 июня 1394 года Вартислав VI скончался в Вольгасте, был похоронен в цистерцианском аббатстве Эльдена.

## Семья и дети
Вартислав VI был женат с 4 апреля 1363 года на Анне Мекленбург-Старгардской (ум. 1397/1399), дочери герцога Иоганна I Мекленбург-Старгардского и Анны Шауэнбург-Гольштейнской. Супруги имели четырёх детей:
- Барним VI (ок. 1365/1372 — 22/23 сентября 1405), герцога Вольгастский
- Вартислав VIII (1373 — август 1415), герцог Бартский и Рюгенский
- София (ок. 1376 — 28 июня 1406), жена герцога Брауншвейг-Люнебургского Генриха I (ок. 1355—1416),
- Анна (ум. до 20 ноября 1415), настоятельница цистерцианского монастыря в Берген-на-Рюгене, иногда упоминается как дочь Барнима IV Доброго.